# Achriotypa
Achriotypa – rodzaj chrząszczy z rodziny kózkowatych i podrodziny zgrzypikowych. 

## Zasięg występowania
Przedstawiciele tego rodzaju występują w Australii.

## Systematyka
Do Achriotypa należą 2 gatunki:
- Achriotypa basalis
- Achriotypa bispinosa